# Pekel, Maribor
Pekel je naselje v Mestni občini Maribor.